# Vahine Fierro
Pour les articles homonymes, voir Fierro.
Vahine Fierro, née le 2 décembre 1999 à Uturoa en Polynésie française, est une surfeuse professionnelle française.
Championne du monde WSL junior en 2017, elle est médaille de cuivre (quatrième place) aux jeux mondiaux ISA 2023 et remporte, en mai 2024, le Pro Tahiti.
Elle est licenciée à Hossegor.

## Biographie
Vahine Fierto commence, grâce ses parents, à pratiquer le surf dès l'âge de deux ans mais commence la compétition à l'âge de quatorze ans. N'ayant pas de lycée sur son île natale de Huahine, elle déménage à Tahiti puis après son baccalauréat, elle part faire des compétitions en Europe. 

### Carrière sportive
Cinquième du Junior Tour européen, Vahine Fierro manque sa qualification pour le championnat du monde junior WSL 2017, mais en janvier 2018, elle reçoit une invitation et remporte le titre mondial junior en Australie. Elle participe en 2018 et 2019 à deux Championship Tour avec le Roxy Pro de Hossegor où elle se classe neuvième.
Sélectionnée en équipe de France en juin 2021, elle est éliminée au huitième tour des repêchages de ces championnats du monde ISA 2021 et rate ainsi sa qualification pour les Jeux olympiques de Tokyo. À Hawaï, elle se hisse jusqu'en demi-finale du dernier Challenger Series (CS) de la saison. Elle boucle sa saison à la neuvième place des CS.
Pour la saison 2022, elle atteint les huitièmes de finale à deux reprises. À Teahupo'o, elle élimine sa compatriote Johanne Defay au deuxième tour et l'Américaine Carissa Moore en quarts pour conclure avec la médaille de bronze. Elle participe en septembre 2022 aux World Surfing Games où elle termine treizième en individuel, mais remporte la médaille d'or sur le relais et la médaille de bronze par équipes au classement des nations.
En mai 2023, elle est sélectionnée en équipe de France et participe aux World Surfing Games 2023 au Salvador, qualificatifs pour les Jeux olympiques de Paris 2024. Le 6 juin, elle obtient sa qualification pour la compétition olympique de surf en étant classée meilleure Européenne. 
En mai 2024, à deux mois des Jeux olympiques et sur le même spot à Teahupo'o, elle remporte – alors qu'elle était seulement invitée et en battant successivement en quart Molly Picklum, en demie Tatiana Weston-Webb dans une manche qui est considérée par la presse internationale comme l'une des meilleures de l'histoire de ce sport chez les féminines, et Brisa Hennessy en finale – sa première grande compétition internationale en gagnant le Pro Tahiti, devenant ainsi la première Française victorieuse de la compétition,.
Elle est qualifiée pour les Jeux olympiques de Paris 2024,. Elle s'incline en 8è de finale face à la française Johanne Defay.

### Carrière professionnelle
En août 2023, elle intègre la police nationale en tant que « réserviste opérationnelle » . 

## Palmarès et résultats
- 2024 : victorieuse du Billabong Pro Tahiti[14],[7].

## Décorations
- Médaille d'honneur de l'engagement ultramarin, échelon bronze (2024)[15].
- Médaille de la jeunesse, des sports et de l'engagement associatif, or (2025)[16].